# مهندسی معکوس

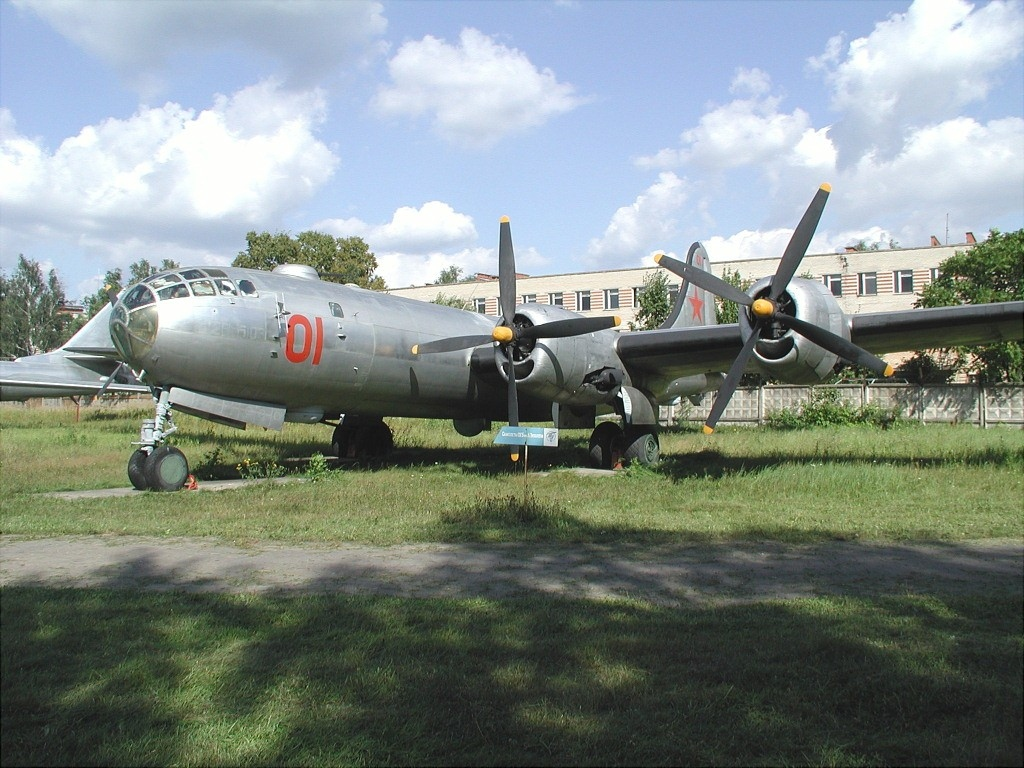
توپولف تو-۴ که از طریق مهندسی معکوس بوئینگ بی-۲۹ سوپرفورترس غنیمت‌گرفته ساخته شد

مهندسی معکوس (که با نام‌های مهندسی برگشتی یا مهندسی عقب‌گرد نیز شناخته می‌شود) فرآیند یا روشی است که از طریق آن تلاش می‌شود به‌وسیله استدلال قیاسی چگونگی انجام یک کار توسط یک دستگاه، فرآیند، سامانه یا نرم‌افزار ساخته‌شده پیشین، با بینش بسیار کم (یا حتی هیچ بینشی) در مورد چگونگی انجام دقیق آن، درک شود. بسته به سامانه موردبررسی و فناوری‌های به‌کاررفته، دانش به‌دست‌آمده در طول مهندسی معکوس می‌تواند به تغییر کاربری اشیای منسوخ، انجام تجزیه و تحلیل امنیتی یا یادگیری نحوه کار چیزی کمک کند.
اگرچه این فرآیند مختص به چیزی است که روی آن انجام می‌شود، اما همه فرآیندهای مهندسی معکوس از سه مرحله اساسی تشکیل شده‌اند: استخراج اطلاعات، مدل‌سازی و بررسی. استخراج اطلاعات، عمل جمع‌آوری تمام اطلاعات مرتبط برای انجام عملیات است. مدل‌سازی، عمل ترکیب اطلاعات جمع‌آوری‌شده در یک مدل انتزاعی است که می‌تواند به عنوان راهنمایی برای طراحی چیز یا سامانه جدید به‌کار رود. بررسی، آزمایش مدل برای اطمینان از اعتبار مدل انتزاعی انتخاب‌شده است. مهندسی معکوس در زمینه‌های مهندسی کامپیوتر، مهندسی مکانیک، طراحی، مهندسی برق و الکترونیک، مهندسی عمران، مهندسی هسته‌ای، مهندسی هوافضا، مهندسی نرم‌افزار، مهندسی شیمی، زیست‌شناسی سامانه‌ها و موارد دیگر کاربرد دارد.